# Csiszér Ferenc
Csiszér Ferenc (Budapest, 1943. június 4. – 2022. október 29.) főgyártásvezető, szerkesztőségvezető.

## Élete
A Gimnázium befejeztével a Nehézipari Műszaki Egyetem Gépészmérnöki Karán végzett 1963-ban. Az Agrártudományi Egyetem Mezőgazdasági és Gépészmérnöki Karán tanult. 2005-ben Kompetenciafejlesztés-vezetőképzés Közép-Európai Egyetem Üzleti Karán végzett.
Az Egyetemi Számítóközpont munkatársa lett, majd a MAHART–PassNave Személyhajózási Kft., - MAHART Tengerhajózás - következett.
1975-ben a Magyar Televízió Képzőművészeti Szerkesztőségél kezdett dolgozni, felvételvezető volt, majd 1977-ben, a gyártásvezetői tanfolyam elvégzése után nevezték ki gyártásvezetőnek.
A Képzőművészeti Szerkesztőségen gyártásvezetője volt például műemléket, múzeumait, templomait bemutató sorozatoknak, a különböző íróportréknak és filmfesztivál-beszámolóknak. A Képzőművészeti Szerkesztőséget irányította, 15 évig.
A rendszerváltozás (1990) óta vezette az akkor megalakuló Vallási Szerkesztőséget. A szerkesztőség indulása előtt a Magyar Televízió nyolc tradicionális felekezettel (katolikus, református, evangélikus, zsidó, unitárius, baptista, metodista és magyar ortodox) kötött együttműködési megállapodást, így elkezdődött az egyházi műsorok készítése. Nevéhez fűződik a vallási ismeretterjesztési műsorok, a portré-, dokumentum- és egyházzenei műsorok elindítása, számos kisegyház bemutatása. Az irányítása alatt készült műsorok száma meghaladta a 10 ezret.
A Magyar Ökumenikus Segélyszervezet Kuratóriumának tagja 1996-tól.

## Díjak, kitüntetések
- Nívódíjak (1976, 1976, 1978, 1984, 1993, 2000)
- Kiváló Munkáért (1982)
- Arany Antenna Díj, Magyar Televízió (1985)
- Külön Díj, Magyar Film- és Tévé Művészek Szövetsége (1990)
- A Magyar Televízióért Díj (2004)
- Elnöki Dicséret (2006)
- Elismerő Oklevél, a Magyarországi Krisna-tudatú Hívők Közössége (2006)
- Tolerancia Díj, a Zsidó Hitközségek és Közösségek Állandó Fóruma (2006)